# Istoria sculpturii

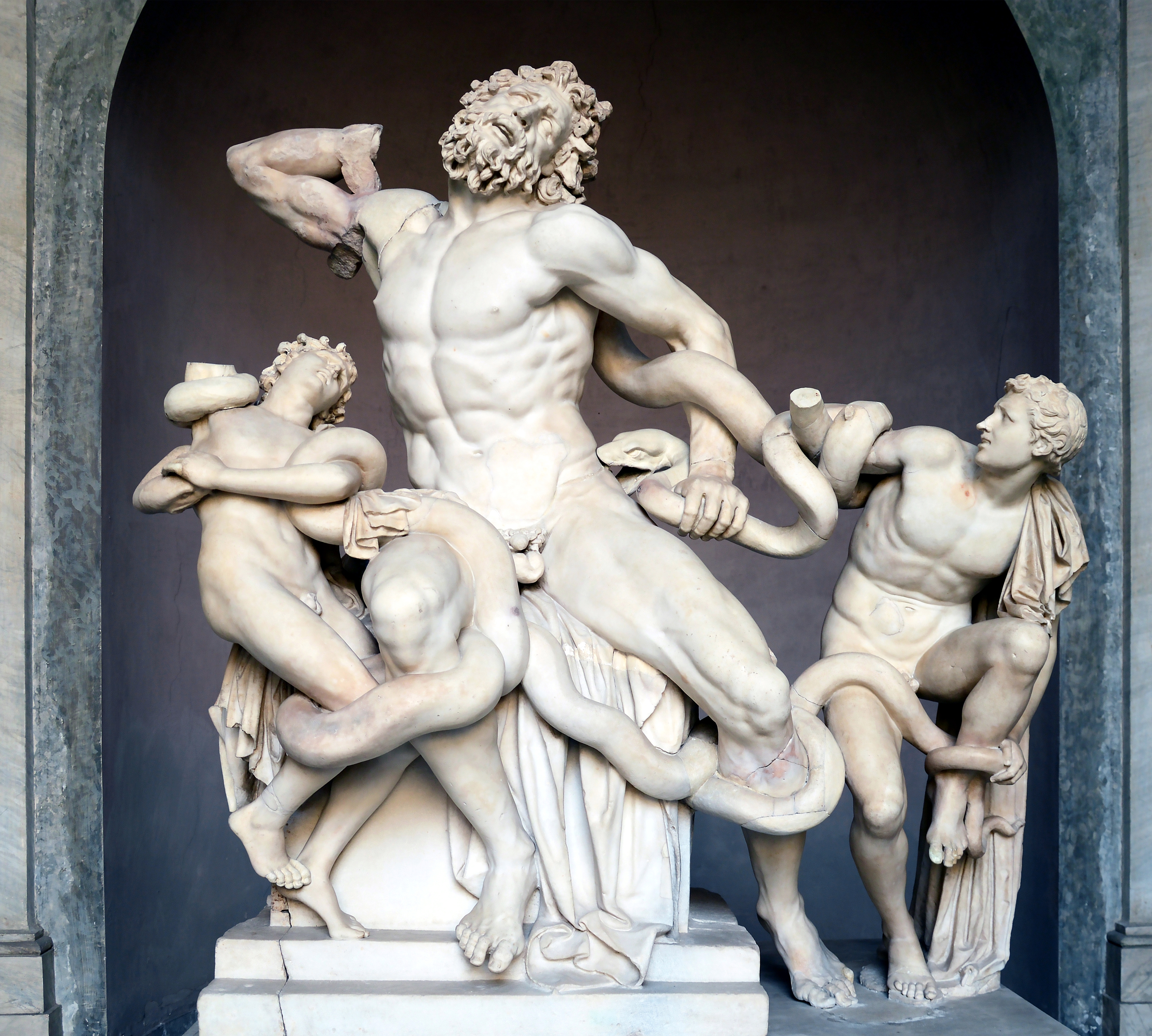
Laocoon și fiii săi strangulați de șerpii de mare trimiși de Poseidon, celebră capodoperă a antichității

Istoria sculpturii se referă la evoluția acestui gen artistic de-a lungul istoriei omenirii.
Ca și celelalte arte, sculptura, întruchipare materială a experinței umane, a cunoscut o multitudine de transformări, atât formale cât și de conținut, în multe cazuri fiind implicate religia și politicul ce se manifestau în acel spațiu geografic și în acea perioadă istorică.
Numeroase sculpturi ne-au rămas din cadrul culturilor antice mediterane, India, China, America de Sud, Africa.
Respingerea conceptului de venerare a unui "chip cioplit" ("vițelul de aur") din perioada lui Moise reprezintă un moment crucial în istoria sculpturii.
Interdicția venerării imaginilor a fost preluată și de alte religii ca: iudaismul, zoroastrismul, budismul timpuriu și creștinismul timpuriu și de asemenea, islamul, religii care restricționează sau chiar interzic utilizarea reprezentărilor antropomorfe.
Ulterior, creștinismul (mai ales catolicismul, dar în niciun caz cultele protestante și neoprotestante) cultivă reprezentările scupturale (statuete) cu imaginea lui Hristos sau a Fecioarei, iar în cazul budismului putem discuta de o multitudine de statui ale lui Buddha devenite adevărate locuri de venerare.

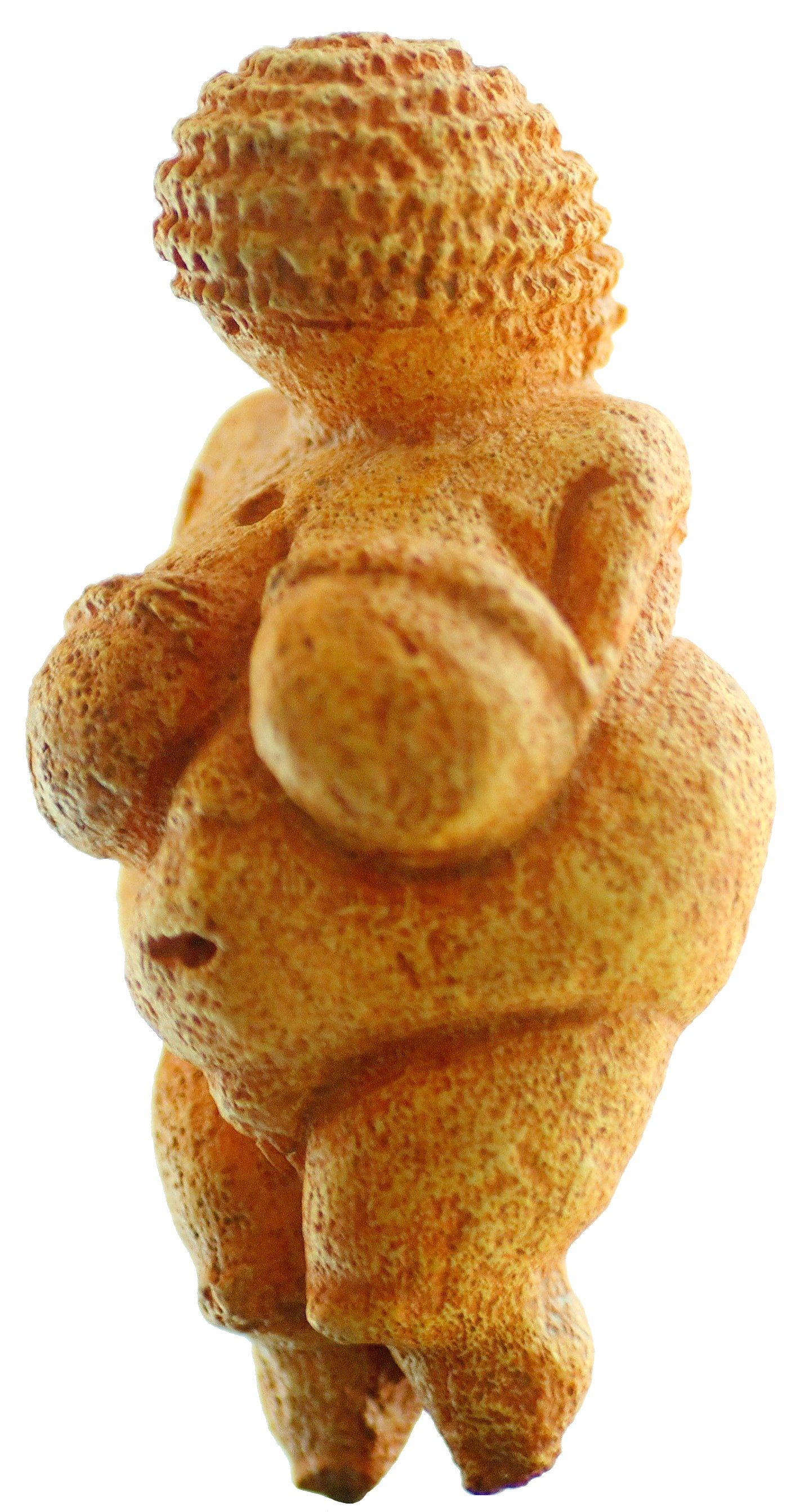
Venus din Willendorf, mesaj al fertilității transmis din paleolitic

## Preistorie și antichitate
Perioada de început a istoriei sculpturii poate fi considerată paleoliticul superior (între 30.000 și 10.000 î.Hr., magdalenian).
Nu se cunosc opere de artă anteriore acestei epoci.
Dacă de la omul de Neanderthal nu au rămas vestigii, în schimb Homo sapiens, geniul creator de imagini, ne-a lăsat o multitudine de lucrări.
Astfel, pereții peșterilor erau decorați cu scene din viața cotidiană (bizoni, cerbi), care constituiau prada vânătorului Epocii Glaciare.
Principalele teme constau în redarea, la început fotografică, a oamenilor sau a animalelor.
Statuetele din Epoca Pietrei erau realizate din fildeș sau piatră mai puțin dură.
Au supraviețuit timpului chiar și lucrări din argilă.
Un exemplu în acest sens îl constituie bizonii găsiți la peștera Grotte du Tuc de lângă lacul Aubert (zona Pirineilor).
Sunt frecvente reprezentări feminine ca "Venus din Willendorf" descoperită pe teritoriul Austriei actuale și datată cu peste 22.000 de ani în urmă.
Astfel de reprezentări feminine sunt realizate cu pieptul, pântecul și șoldurile exagerate, sugerând puterea femeii de a genera viață, femeie căreia i se asocia cultul fertilității, fertilitate de care depindea supraviețuirea și evoluția tribului.
Multe asemenea figurine, reprezentări ale fertilității (peste 100) au fost descoperite în întreaga Europă.
În neolitic, odată cu apariția agriculturii, se dezvoltă și arta ceramicii.
Sculptura în metal se naște mult mai târziu, după descoperirea și perfecționarea tehnologiilor metalurgice.

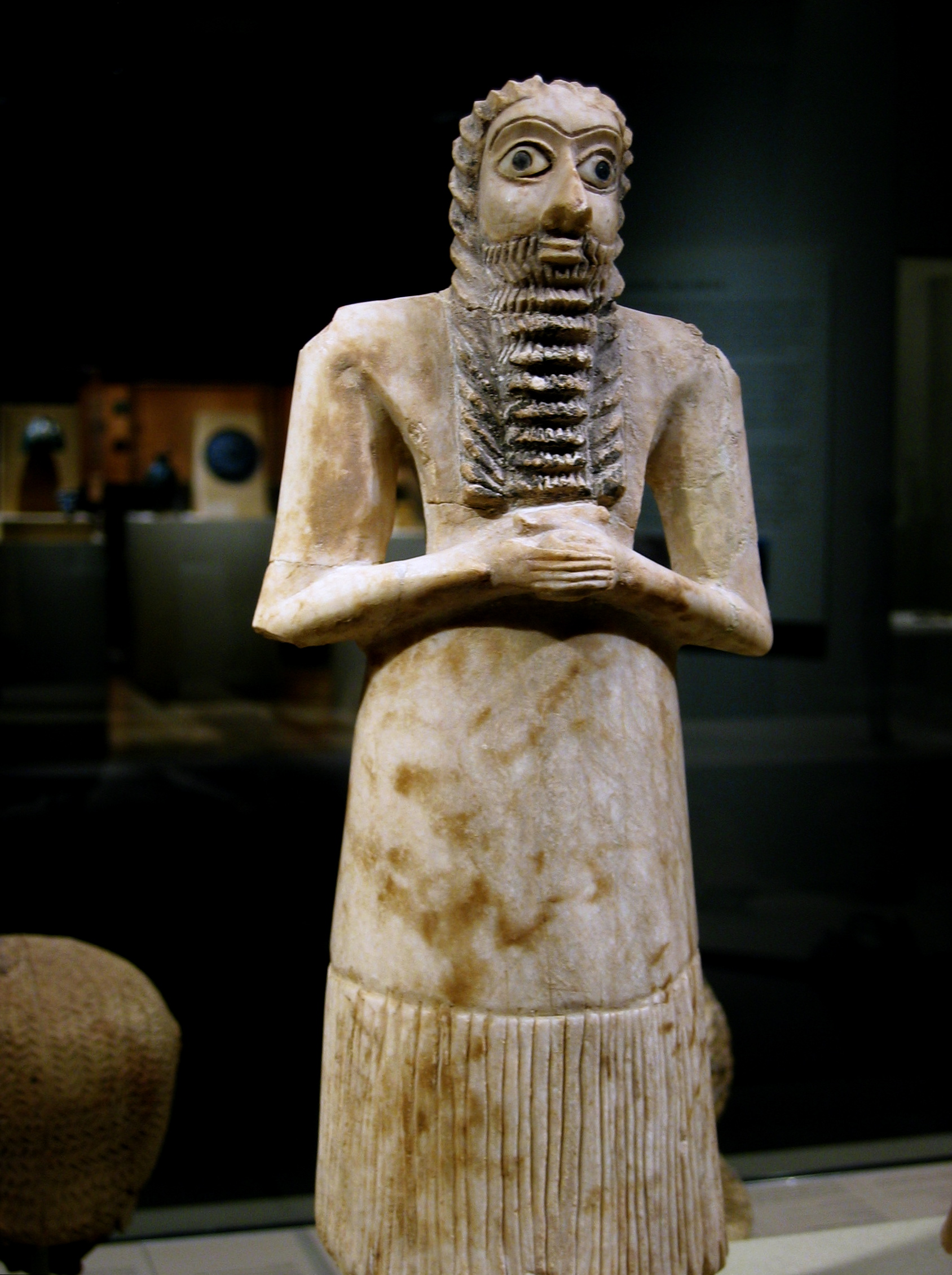
Bărbat rugându-se, sculptură mesopotamiană de acum 4000 de ani

Ulterior, marile civilizații de constructori descoperă și alte materiale: ipsos, calcar, ciment, marmură.

## Babilon
Încă de acum 4.000 de ani pe văile Tigrului și Eufratului s-au succedat civilizațiile sumeriană, akkadiană și babiloniană.
Aceștia utilizau ca materiale de sculptură: bazalt, diorit, gresie, alabastru.
Ca inserții și monturi se utilizau materiale mai valoroase ca: cupru, aur, argint și pietre prețioase.
Piatra era rară și era adusă din zone mai îndepărtate.
Figurile umane aveau ochii mari, privirea fixă și bărbile lungi.
Printre lucrările rămase de la sumerieni se remarcă reprezentările lui Gudea, conducătorul regiunii Lagash.
O sumedenie de astfel de reprezentări sculptate cu caracter votiv, confecționate cu aproape cinci milenii în urmă, au fost descoperite la Tell Asmar.
Tot cam în aceeași perioadă (mai precis 2650 î.Hr.) sunt datate capodoperele de la cimitirul regal de la Ur.
Printre acestea se remarcă o harpă de lemn cu inserții de aur și mozaic, care se încheie cu un cap de taur cu barbă, confecționat din aur.
Sculptura babiloniană se remarcă prin vitalitate, masivitate și imaginație bogată.
Lei uriași, tauri înaripați cu cap de om stau ca străjeri la porțile palatelor.
În interior, zidurile erau ornate cu basoreliefuri reprezentând scene de vânătoare, bătălii, festivități.

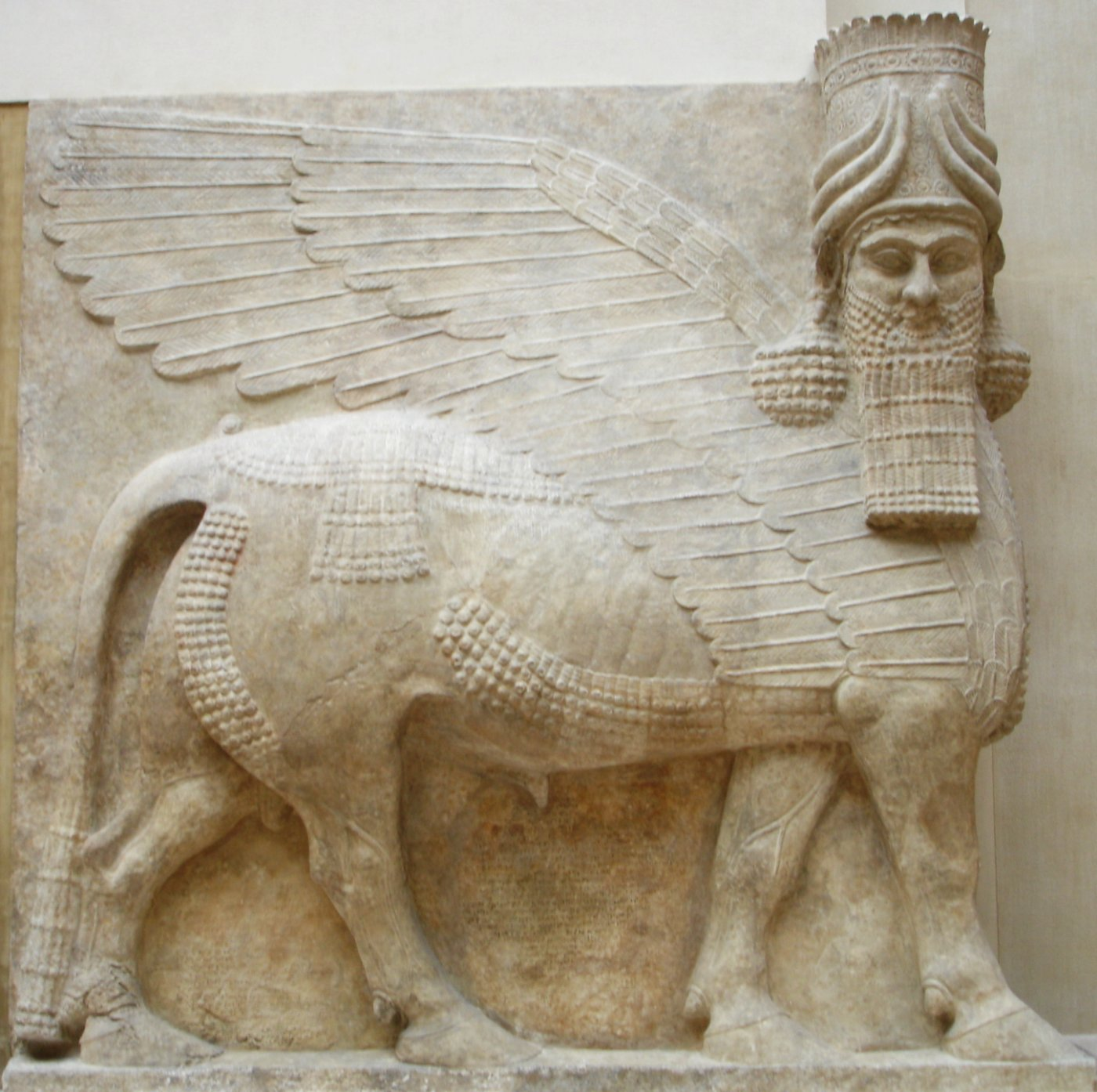
Leu înaripat cu cap de taur, capodoperă a artei babiloniene (713–716 î.Hr.)

În timpul domniei lui Hammurabi (1750 î.Hr.), sculptura babiloniană cunoaște o remarcabilă înflorire.
O celebră lucrare sculpturală reprezentându-l pe marele monarh, cunoscut mai ales pentru celebul cod juridic, este realizată din diorit și are privirea fixă specifică modei perioadei.
La fel de celebră este sculptura numită Iamassu, un leu înaripat cu chip uman descoperit în urma unor săpături efectuate la Nimrud (Mesopotamia de nord).
Faimoase sunt și basoreliefurile asiriene care glorifică vitejia acestui popor.
Sculptorii asirieni ai secolului al VII-lea î.Hr. ne-au demonstrat clar cum drama și mișcarea pot fi redate în piatră.
Astfel, printre basoreliefurile care decorează palatul lui Assurbanipal de la Ninive, la loc de cinste se situează Leoaica rănită, fragment dintr-o scenă de vânătoare, operă care, pe lângă toate scenele de luptă sau cu cai aflați în poziții dinamice, lei atacați de lănci, câini de vânătoare, ocupă un loc important în istoria sculpturii.

## Egiptul antic
Civilizației egiptene i se poate asocia primul stil artistic care poate fi clar definit în istoria sculpturii.
Încă de acum 5.000 de ani, egiptenii au creat un stil original care, cu mici modificări, a rămas valabil aproape trei milenii.
Regulile de execuție a statuilor, a reprezentărilor umane în general, erau foarte rigide, prescrise de reguli sociale și religioase.

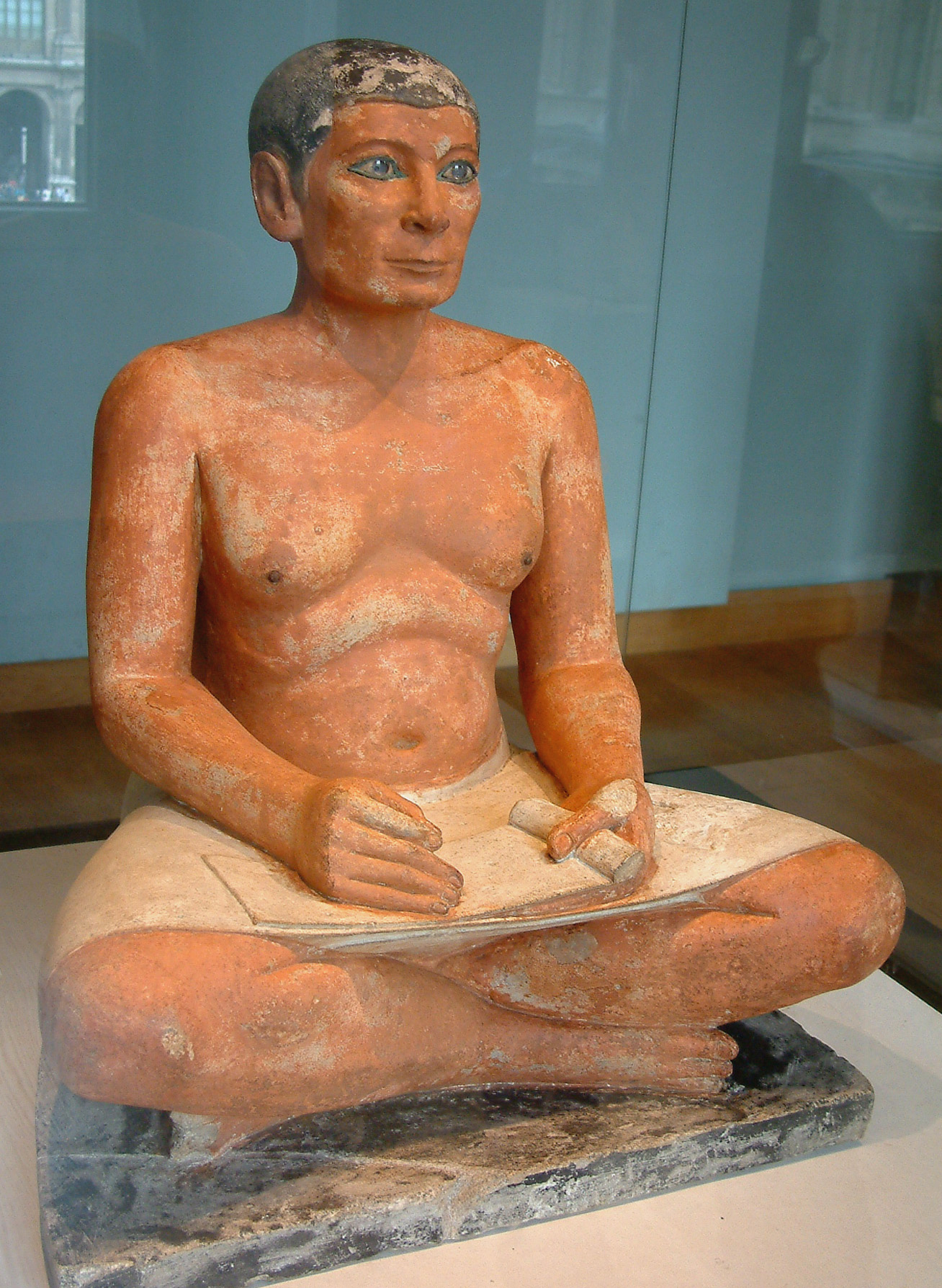
Statuia scribului

Religia juca un rol important, ca și pregătirea pentru lumea de dincolo.
Având un scop nu numai artistic, ci și religios, sculptura egipteană era dedicată în primul rând proslăvirii faraonilor.
Aceștia erau reprezentați ca niște divinități, într-o postură solemnă, rigidă și cu o puternică schematizare a formelor.
Picioarele și capul erau reprezentate din profil, dar bustul și ochii erau văzuți frontal, convenție aplicată și la pictură și basorelief.
Aveau proporții colosale și erau ciopliți din materiale foarte dure, ca expresie a puterii și a vieții eterne, vezi: Sfinxul de la Gizeh, statuile lui Ramses al II-lea de la Abu Simbel etc.
Materiale utilizate: piatră, marmură, granit, lemn, care se găseau în abundență.
Unul dintre cele mai vechi exemplare cunoscute este Paleta faraonului Narmer, datată în 2920 î.Hr. (după alte surse 3100 î.Hr.)
Utilizată pentru combinarea nuanțelor de machiaj, este sculptată în relief și comemorează victoria Egiptului de Sus asupra Celui de Jos.
O temă importantă în arta egipteană o constituie Sfinxul.
Acesta este o reprezentare a divinității, de fapt a faraonului în ipostază divină, sub forma unui leu cu chip uman.
Sfinxul de la Gizeh este cea mai mare sculptură a antichității.
Construit în 2500 î.Hr., are circa 18 m înălțime și 73 m lungime.
Fața sa poartă trăsăturile faraonului Kefren.
Ca exemple mai putem menționa: statuile faraonului Akhenaten și ale soției sale Nefertiti (1350 î.Hr.), statuia scribului.
Acestea sunt sculptate în calcar și pictate.
Toate acestea demonstrează nivelul de înalt realism atins de arta egipteană a secolului al XV-lea î.Hr. și aceasta conform preceptelor faraonului Akhenaten, conform cărora artistul trebuie să fie cât mai realist.

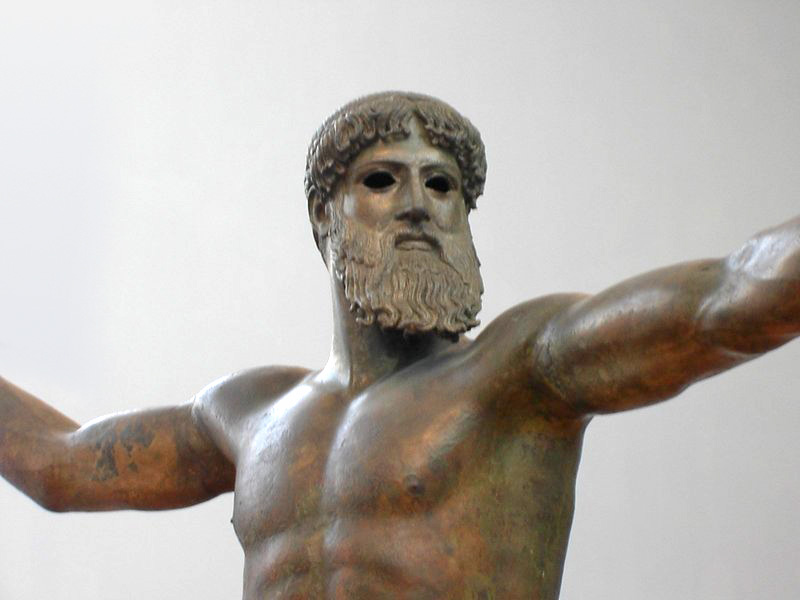
Sculptură în bronz reprezentându-l pe Poseidon

De asemenea, și la mormântul lui Tutankhamon s-au găsit obiecte de artă valoroase (aur, pietre prețioase, alabastru).
Una din marile realizări ale artei monumentale egiptene o constituie complexul arhitectural de la Abu Simbel (c. 1250 î.Hr.).
Acesta se compune din temple cioplite direct în stâncă realizate în perioada faraonului Ramses al II-lea.
Sunt remarcabile grupurile statuare care ornează aceste construcții.
Statuia faraonului, aflată într-un loc central are dimensiuni remarcabile, peste 20 m înălțime.
Multe sculpturi ale Egiptului antic sunt conservate la Muzeul Egiptean din Cairo.

## Grecia antică

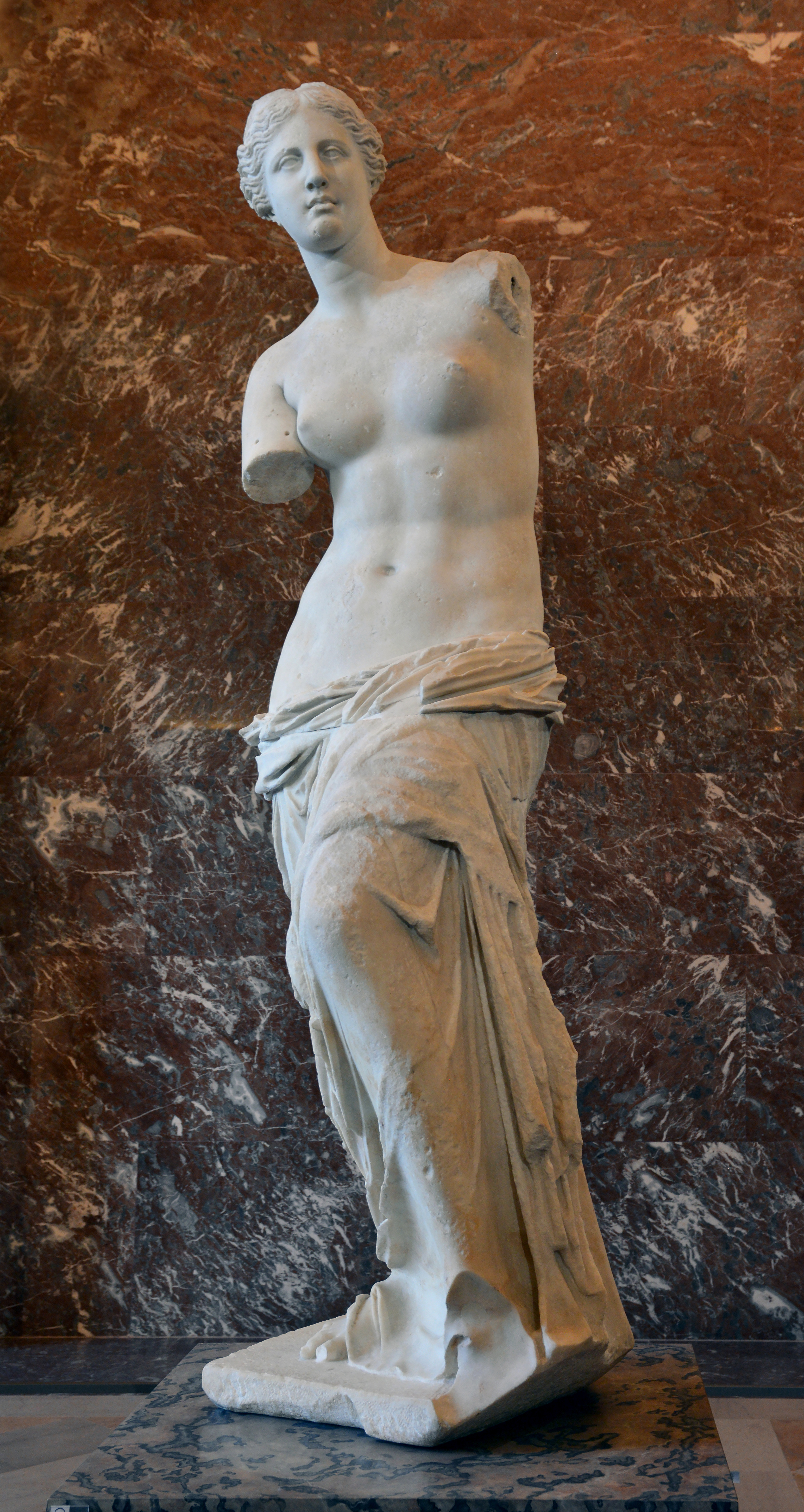
Venus din Milo

Spre deosebire de cea egipteană și babiloniană, sculptura greacă nu mai este hieratică, sau supusă unor norme rigide, ci căuta idealul, frumusețea din natură.
Arta atinge apogeul în perioada lui Phidias, Lysippos, Praxiteles, Scopas.
Istoria sculpturii grecești poate fi divizată în mai multe perioade:
- perioada egeeană care a evoluat sub forma mai multor culturi:
  - cultura cicladică: dezvoltată în zona insulelor cicladice (Marea Egee). Se confecționează lucrări în ceramică (vasele fiind ornate cu motive rectangulare),  argint și marmură. Apare frecvent nuditatea feminină cu brațele încrucișate pe piept sau în poziția întins, probabil sugerând trecerea în lumea de dincolo, deoarece au fost găsite în morminte.[6] Mai apar și imagini cu muzicanți, un exemplu în acest sens fiind un cântăreț la liră datat prin 2000 î.Hr. De asemenea, într-un mormânt din Keros, s-au descoperit statuete reprezentând muzicanți datate în perioada 2750 - 2700 î.Hr.
  - cultura minoică: atinge maximul de înflorire în al doilea mileniu î.Hr., când cea cicladică decade. Sculptura acestei perioade constă în statuete și sigilii din piatră semiprețioasă. Una dintre cele mai renumite sculpturi este cea reprezentând o zeiță ținând câte un șarpe în ambele mâini, găsită la Knossos, datând din 1.600 î.Hr. Atât în sculptură, cât și în pictură, este frecventă reprezentarea taurilor, precum și a toporului cu două tăișuri ("labyros"), probabil o reprezentare a sacrificiului.
  - cultura miceniană înflorește către sfârșitul epocii bronzului în zona Greciei continentale. Un exemplu în acest sens este "Poarta Leilor" din Micene (în jurul lui 1.400 î.Hr.). Printre alte exponate reprezentative putem enumera: măști funerare, cupe de aur ornate cu tauri etc.
- perioada de formare (secolele IX - VIII î.Hr.). Sculpturile sunt de mici dimensiuni și au mai mult un rol votiv: sunt reprezentați mai ales atleți sub formă de nud. Materiale utilizate: alabastru, aur, bronz.

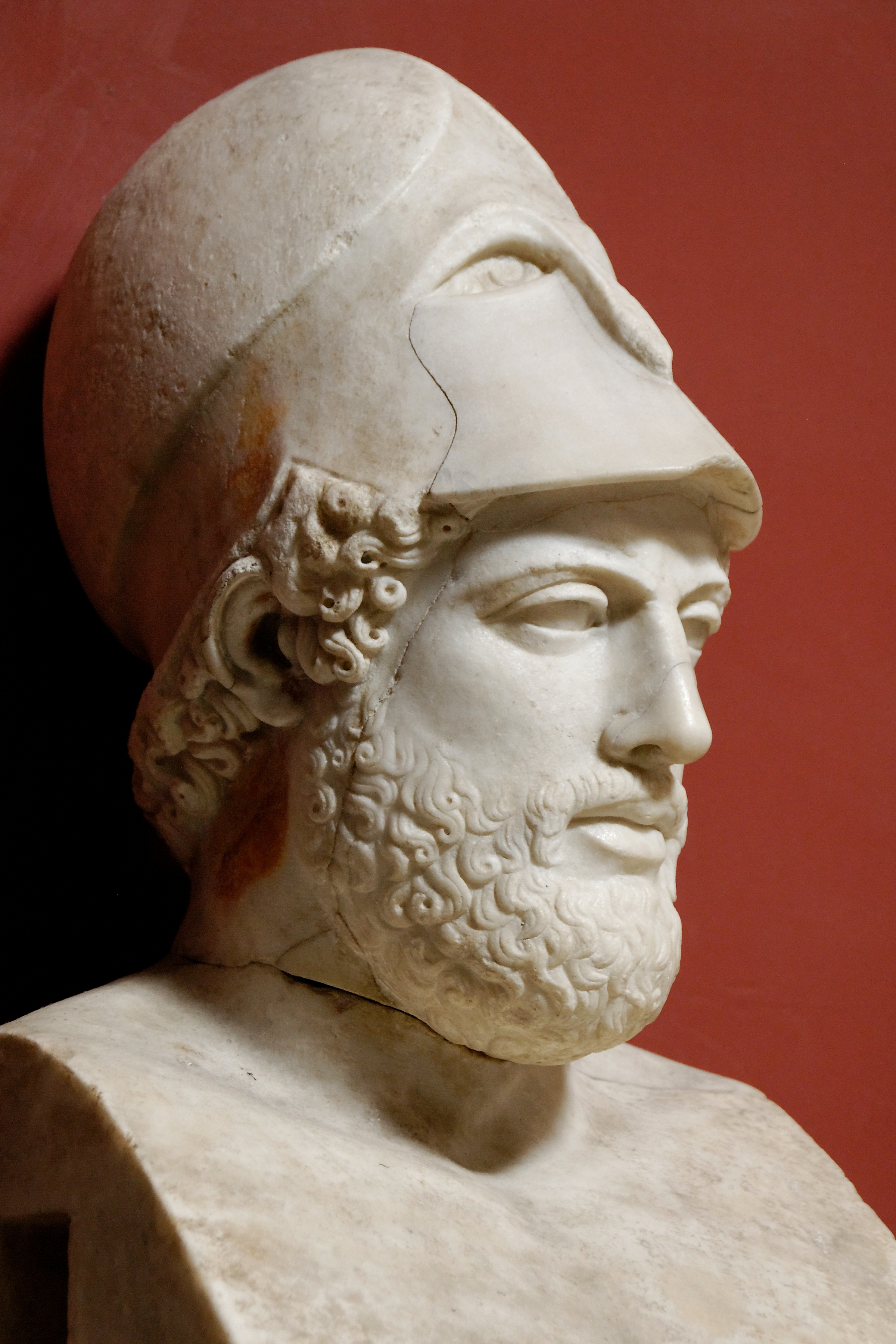
Bustul lui Pericle

- perioada arhaică (secolele VII - VI î.Hr.): apare sculptura monumetală, asemeni celei egiptene, utilizată în temple și lăcașe de cult. Tinerii sunt reprezentați în ipostază nudă, reliefând astfel frumusețea trupului uman, dar și trăsături ca eroismul, vitejia. Tinerele sunt reprezentate îmbrăcate și pline de grație. În decursul perioadei arhaice s-au dezvoltat trei stiluri:
  - doric, apărut în secolul al VII-lea în Peloponez, ca și în arhitectura dorică, statuile (cu aceeași preferință pentru reprezentarea bărbaților tineri) sunt masive și austere.
  - ionic (secolul al VI-lea î.Hr., în zona coastelor ionice): sculpturile sunt mai zvelte.
  - atic, dezvoltat în zona omonimă, mai multă plasticitate și rigoare a formelor
- perioada clasică (secolele al V-lea și al IV-lea î.Hr.). Trupul uman este prezentat în toată splendoarea sa (utilizarea bronzului permițând redarea mai fină a masei musculare), fiind vizibile și dramatismul, eroismul. Un exemplu: carul de luptă din Delphi realizat în mărime naturală din bronz. Fiind destinat templului lui Apollo din Delphi, a fost realizat pentru comemorarea victoriei obținute la concursul de care de la jocurile pythice din 477 î.Hr. Trupul uman este reprezentat în toată splendoarea lui și un exemplu ar fi Aruncătorul de disc al lui Myron, statuia zeiței Afrodita. Tot perioadei clasice aparțin și sculpturile și basoreliefurile care ornează Parthenonul.

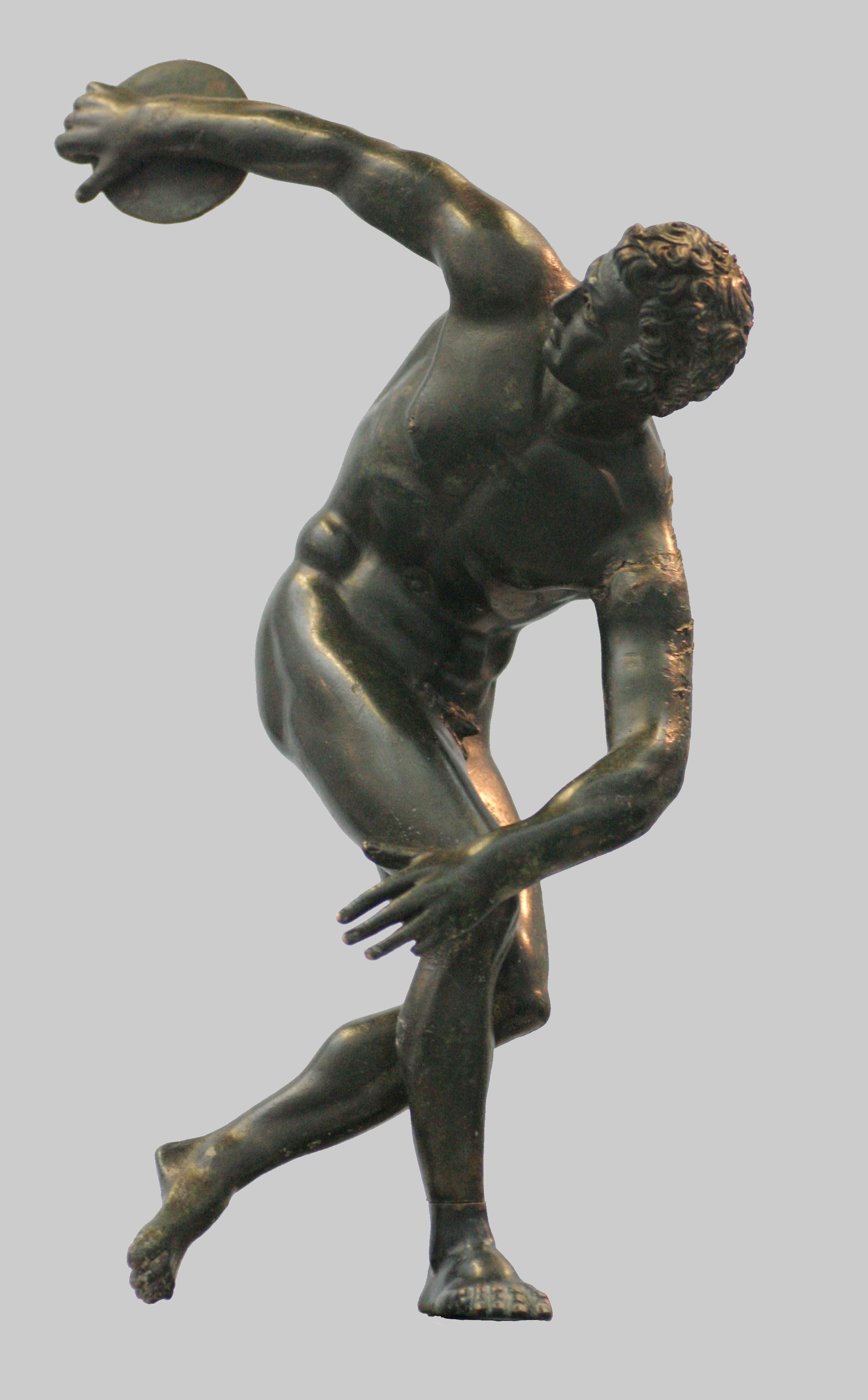
Copie romană a Discobolului lui Miron

- perioada elenistică (secolele IV - I î.Hr.): are loc o înflorire a sculpturii, temele devin tot mai variate, trăsăturile umane sunt reprezentate cu multă acuratețe.

Sculptura greacă clasică a avut o perioadă de evoluție relativ scurtă (circa trei secole), dar a marcat puternic istoria sculpturii universale.

## Imperiul Roman
Pe teritoriul Italiei de astăzi, înaintea civilizației romane a înflorit cea etruscă (secolele VIII - III î.Hr.).
Fiind un popor profund religios, etruscii au creat o sculptură care avea o destinație religioasă și mai ales funerară: sarcofage, urne pentru cenușa decedaților etc.
Sculptura romană are ca punct de plecare cea etruscă, cu deosebirea că romanii acordau mai multă atenție cultului strămoșilor, motiv pentru care romanii au avut o preferință specială pentru arta portretului.
Spre deosebire de greci, romanii nu excelau în sensibilitate estetică și intelectuală.
Împărații lor impuneau realizarea unor portrete realiste și arcuri triumfale prin care să impresioneze oamenii de rând și poparele subjugate.
Exemple: Arcul de triumf al împăratului Titus, al lui Constantin.
Romanii considerau arta un mijloc de educație și un instrument de propagandă națională.
Prin sculptură, se glorificau evenimentele militare sau politice, victoriile și persoana împăratului.
Un exemplu îl constituie Columna lui Traian.
Prin marea diversitate de scene, figuri, este evocată victoria împăratului Traian în cele două războaie dacice.
Un alte exemplu este bustul împăratului Constantin.
Un exemplar care a supraviețuit timpului, în ciuda distrugerilor datorate invaziilor barbare sau reconstrucției realizate de creștini, este statuia ecvestră a împăratului Marcus Aurelius, ce datează din perioada 161 - 180 d.Hr.

## Evul mediu

### Sculptura preromanică
Creștinismul timpuriu respinge sculptura religioasă monumentală, distanțându-se astfel de arta păgână și îndreptându-se către sculpturile de mici dimensiuni și basorelief: urne, relicvarii etc.
Creștinii au preluat de la romani doar tematica busturilor și a reliefurilor de pe sarcofage.
Arta devine austeră și are ca scop principal educarea maselor, predicarea noii religii în contextul în care cei mai mulți erau analfabeți.
Sculptura rămâne strâns legată de arhitectura bisericească.
Nici arta bizantină nu promovat sculptura monumentală, dar a realizat numeroase reliefuri în fildeș și ornamente arhitectonice sub formă de basorelief.
În vestul Europei însă stilul monumental statuar cunoaște o înflorire, mai ales în perioada lui Carol cel Mare și a lui Otto cel Mare, atât la curtea imperială, cât si în cadrul bisericilor.
Stilul este preluat și de biserica anglo-saxonă, unde întâlnim lucrări din metal prețios pe schelet de lemn, cum ar fi Madonna din aur de la Essen.
Un alt exemplar valoros este Crucea lui Gero (din perioada 965 - 970).
Un astfel de crucifix s-a confecționat și în epoca lui Charlemagne pentru decorarea capelei palatine (în jurul anului 800).
Ornamentele sculturale de pe crucifixurile din Marea Britanie se armonizau cu tradiția runelor cioplite în piatră din zona nordică și cu pietrele picților din Scoția.
Din păcate, multe asemenea lucrări anterioare anului 1000 nu prea au supraviețuit timpului, mai ales în zona anglo-saxonă.

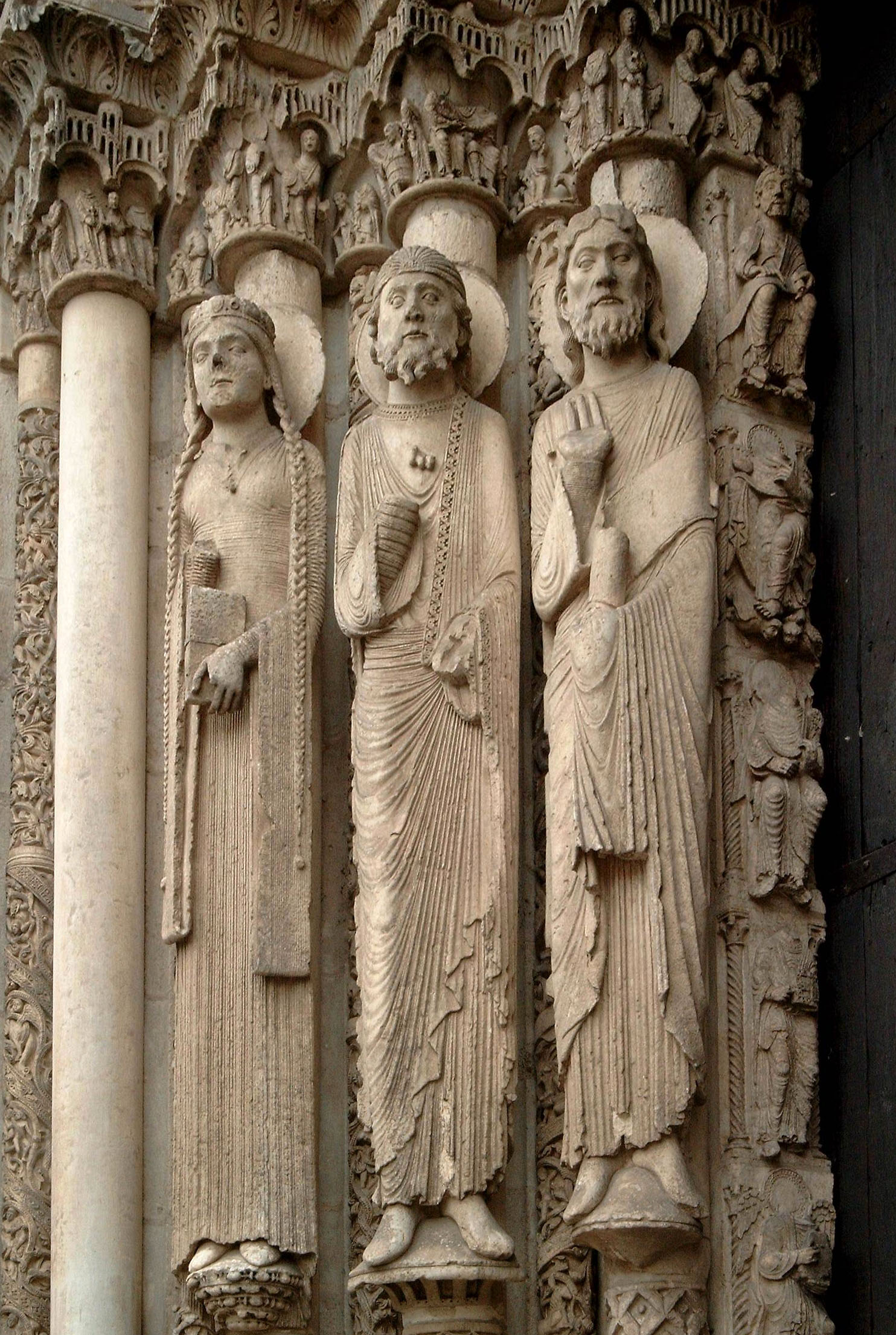
Portalul vestic al catedralei Chartres, detaliu (stilul gotic timpuriu, 1145)

### Sculptura romanică
Stilul romanic a evoluat între secolele al IX-lea și al XII-lea.
La începutul celui de-al doile mileniu are loc o renaștere a producției de opere de artă în întreaga Europă, aceasta datorându-se creșterii economice, atât în domeniul produției, cât și în cel comercial.
Majoritatea bisericilor (atât cele mici, cât și marile catedrale) au fost ornamentate cu sculpturi, mai ales în piatră.
Predominau scenele biblice care aveau un scop educativ.
În Franța avem ca centre importante: Cluny, Autun, Vézelay, Toulouse, Moissac, în Spania, León, Santiago de Compostela, iar în Italia putem enumera ca orașe reprezentative: Como, Modena, Verona, Ferrara, Parma, Pisa, Lucca, Apulian.

### Sculptura gotică
Spre deosebire de stilul romanic, în care personajele erau stilizate, abstractizate, create din forme angulare, cu aparență expresionistă, în sculptura perioadei gotice (din secolul al XII-lea până în secolul al XV-lea) se revine la formele naturale, se studiază mai bine vestimentația și formele anatomice, sculptura capătă animație, figurile sunt juvenile, vestmintele au falduri ample, drapajele căzând în mod natural.
Atitudinile sunt mai autentice, fizionomiile au expresii studiate care denotă o amplă analiză psihologică.
Sculptura gotică pe fațadele bisericilor este reprezentată de statui-coloane imaginând siluete de regi și profeți cu aspect imobil, fețe austere, trupuri aproape fără șolduri și umeri.

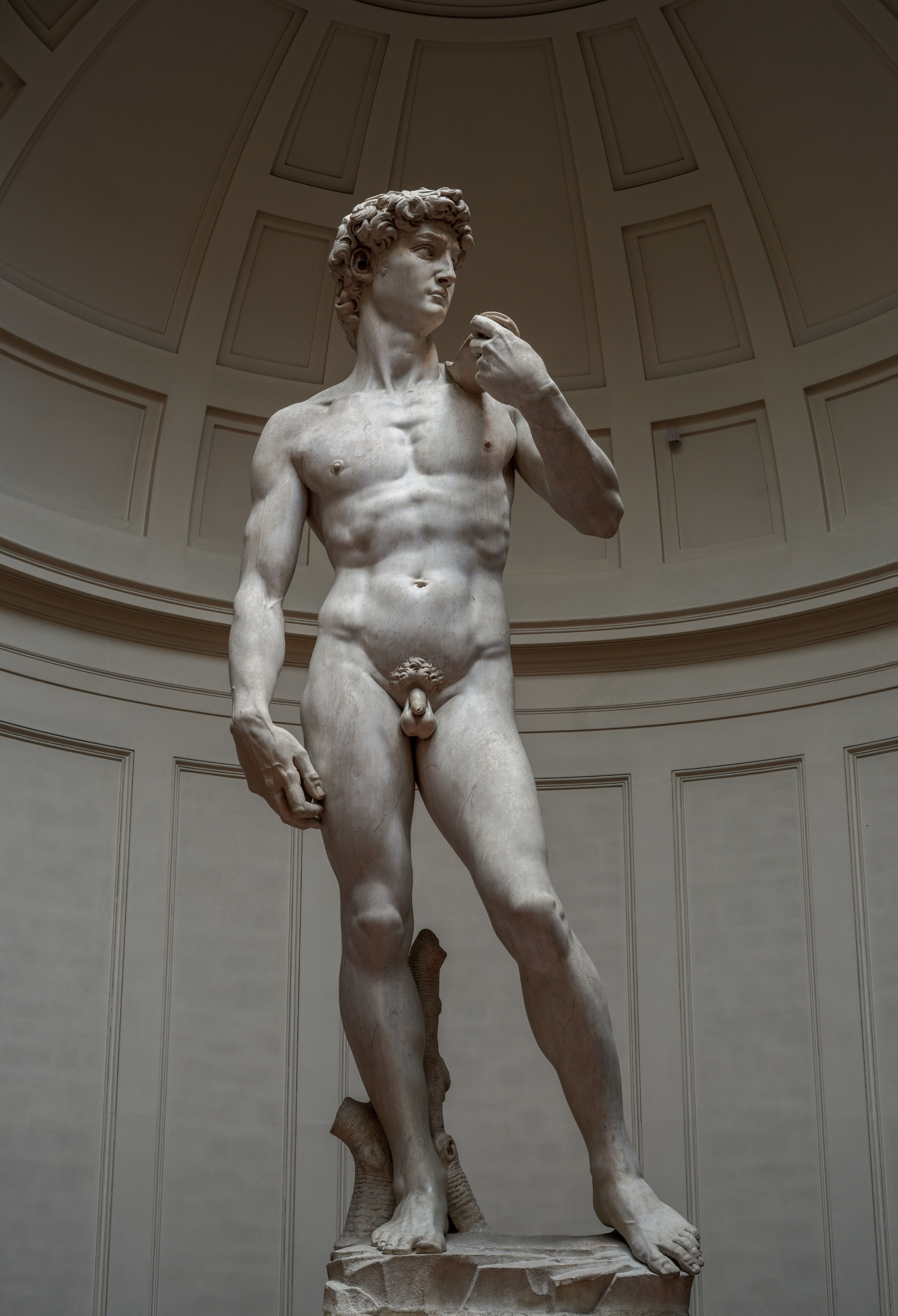
David, celebra sculptură a lui Michelangelo

În a doua jumătate a secolului al XIII-lea, sculptura reapare în interiorul edificilor; în timpul domniei lui Ludovic cel Sfânt, se dezvoltă la Paris un stil grațios numit Stilul Parizian.
În siluetele elegant unduitoare, pe fețele fine, cu ochi migdalați, cu pomeți proeminenți, nas mic si surâs suav, apare un oarecare manierism.
Acest stil se regăsește la Îngerul surizând din Catedrala din Reims, stil care evoluează pe durata întregului secol al XIII-lea, în arta statuară monumentală precum și în artele decorative.
Statuile de devoțiune se multiplică, iar Fecioara cu pruncul devine o temă favorită.
Paralel cu acest stil elegant, în plastica funerară se dezvoltă un curent realist care cunoaște un mare avânt, începând de la sfârșitul secolului al XIII-lea.
Căutările în această direcție duc la apariția portretului, la mijlocul secolului.
Sub domnia lui Carol al V-lea (1364-1380), al cărui sprijin este foarte important, sculptori precum André Beauneveu (autorul statuii reprezentând personajul defunct, pe lespedea mormântului, a regelui Carol al V-lea), ating o putere de expresie neegalată până atunci.
Se dezvoltă foarte mult și sculptura folosită în decorarea catedralelor.

## Renașterea
În secolul al XV-lea, în nordul Italiei, se formează o pătură aristocratică interesată în artă.
În același timp crește interesul pentru arta clasică.
De acum înainte, sculptura se va adresa cu precădere aristocraților și nu clerului.
Se acorda interes detaliilor umane iar redarea devine tot mai realistă.
Acest lucru este vizibil încă de la reprezentanții goticului târziu: Lorenzo Ghiberti, Tulio Lombardo, Jacopo della Quercia și Andrea Pisano.
Predecesoare ale Renașterii pot fi considerate figurile sculptate la Chartres.
Debutul renașterii în sculptură poate fi considerat tronul baptisteriului din Pisa realizat de Nicola Pisano, sculptură care are mai mult valențe arhitectonice decât calitatea unui simplu obiect liturgic.
Prin decorarea zidurilor lui Orsanmichelle, Donatello îl depășeste pe Pisano, mai ales prin statuia lui San Marco, una din primele sculpturi cu adevărat renascentiste.
O alta sculptură valoroasă este statuia lui Sfântul Gheorghe, reprezentat într-o armură tipic romană.
Cei mai cunoscuți sculptori renascentiști italieni sunt: Michelangelo, Donatello, Verrocchio, Gian Lorenzo Bernini.
La nord de Alpi se remarca Tilman Riemenschneider.
În Franța, Renașterea debutează în epoca lui Francisc I, care a promovat artiști ca: Benvenuto Cellini, Leonardo da Vinci.
Pe masură ce puterea Franței se dezvoltă, se mută aici focarul renașterii europene.
Perioada Renașterii se încheie la începutul secolului al XVII-lea, dar stilul sculpturilor sale este preluat de catolicism.

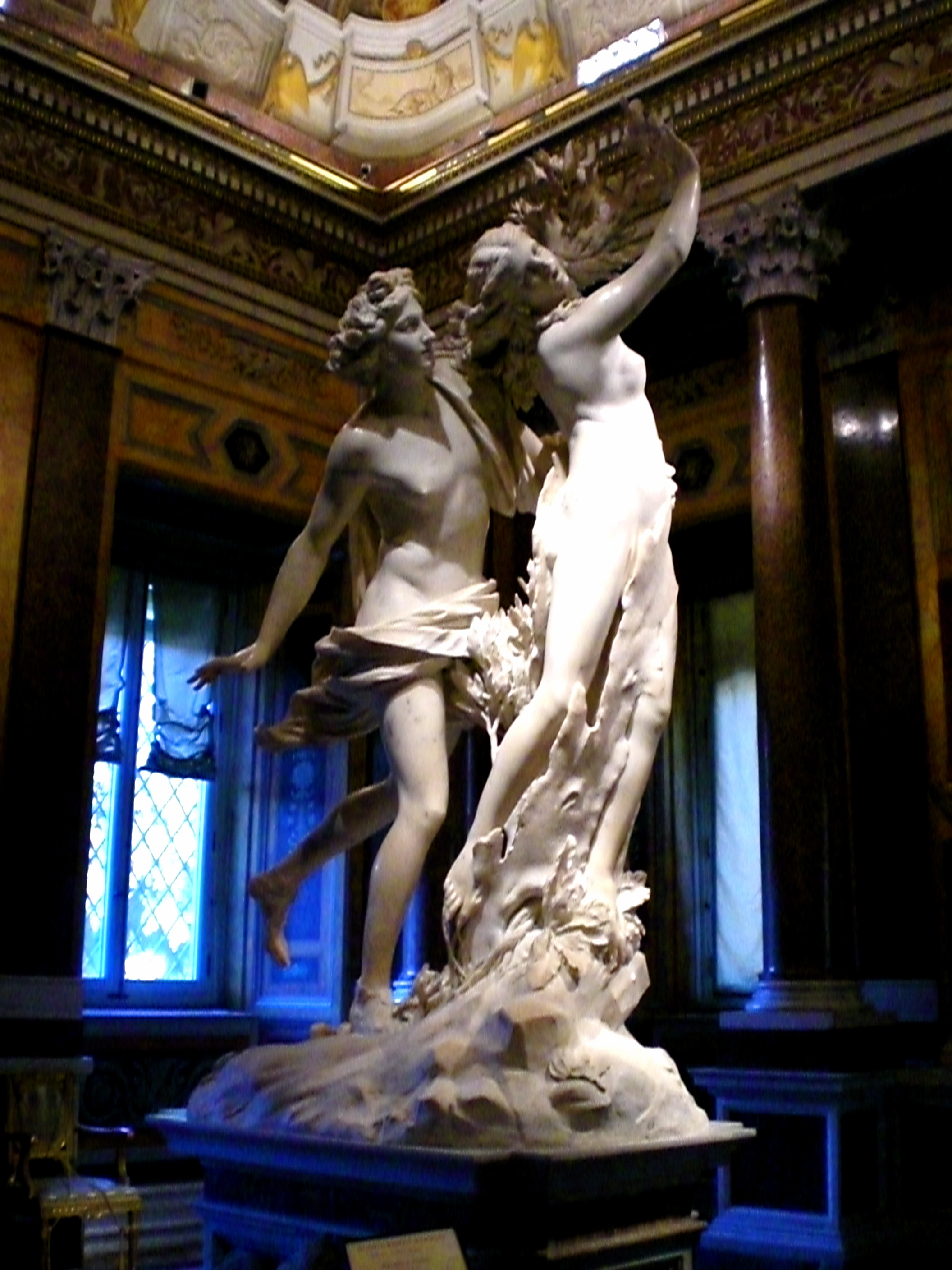
Gian Lorenzo Bernini, Apollo și Daphne: senzatia de mișcare prevestește barocul de mai târziu

## Manierismul
Secolul al XVI-lea este marcat de trei mari curente care evoluează succesiv: renașterea, manierismul și barocul.
Manierismul preia de la renaștere complexitatea și măiestria.
Statuile sunt realizate însă cu mai multă virtuozitate și obligă privitorul în a le acorda mai multă atenție.
Exemple ale sculpturii manieriste sunt creațiile, uneori bizare, ale sculptorilor Giambologna și Benvenuto Cellini.

## Barocul
Barocul, apărut inițial în Italia, devine dominant pentru secolul al XVII-lea fiind arta Bisericii Catolice, care a ieșit învingătoare în lupta cu Reforma Protestantă.
Sculptura este mai dinamică, de dimensiuni mai fastuoase și destinată mai mult spațiilor publice, tocmai pentru a demonstra omnipotența bisericii.
Protagonist al barocului, Bernini dă un limbaj nou artei sculpturale, redând mișcare în spațiu formelor imense.
Imaginile sunt exuberante și pline de emoție.
Printre lucrări ca: decorarea Bazilicii Sfântul Petru din Roma, Fontana di Trevi, statuia Extazul Sfintei Tereza, Bernini a transformat Roma într-un adevărat oraș baroc.

## Neoclasicismul

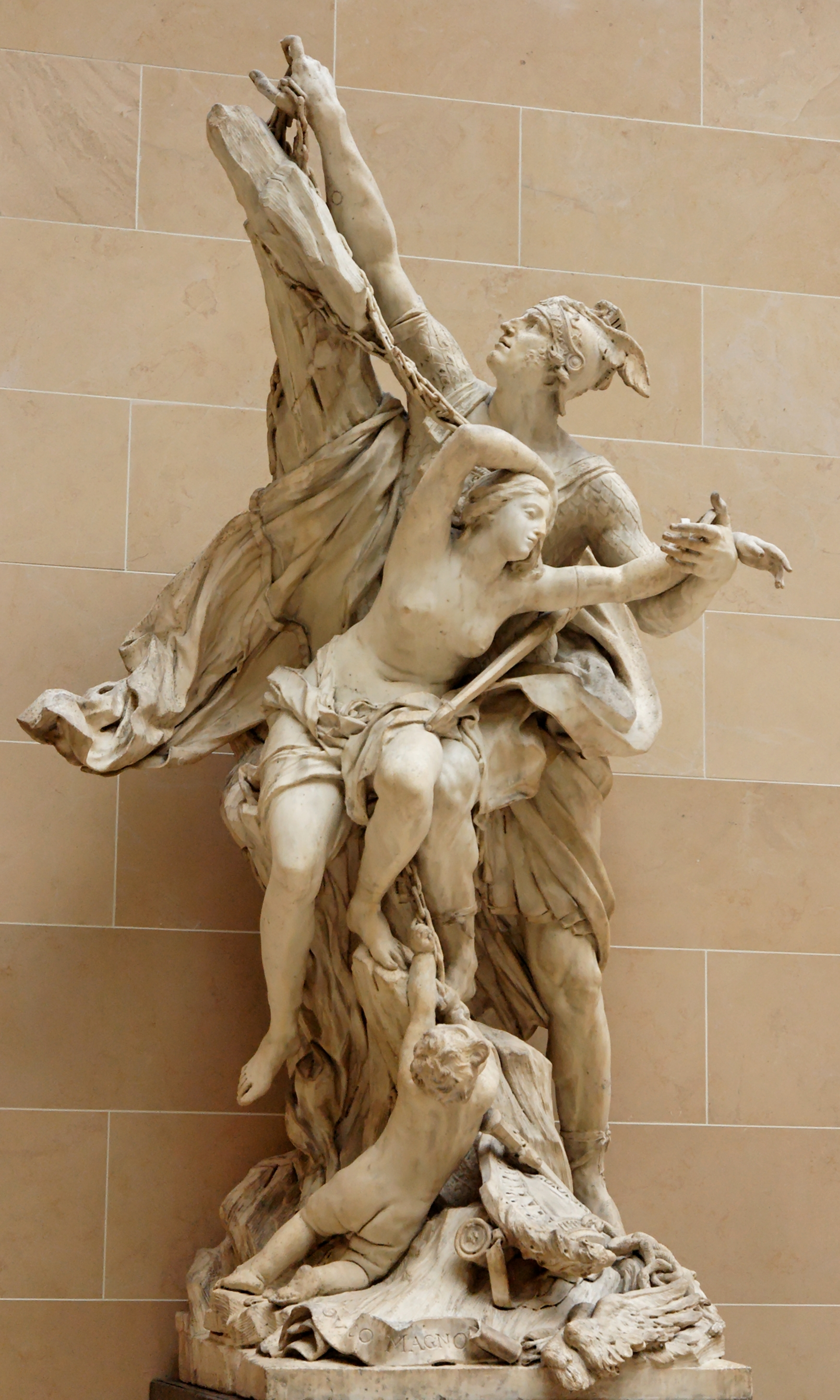
Capodoperă barocă Perseu și Andromeda a lui Pierre Puget

În a doua jumătate a secolului al XVIII-lea, săpăturile efectuate la Pompeii, Herculaneum, precum și lucrările arheologului german Johann Joachim Winckelmann au redeschis interesul pentru modelele oferite de arta Greciei antice, artă care în câteva decenii devine un ideal.
Acesta mișcare, denumită ulterior neoclasicism, se continuă până la începutul secolului al XIX-lea.
Fațadele și zidurile tuturor clădirilor vor fi ornate cu porticuri, colonade în stil grecesc.
Roma devine centrul culturii neoclasice.
Liderul acestui curent în Italia este Antonio Canova.
În scurt timp, curentul ia amploare, răspândindu-se și în Anglia, Germania, Danemarca.
Lucrări celebre: Tezeu și Minotaurul, Perseu și capul Meduzei,
În Franța, neoclasicismul se constituie ca o reacție împotriva barocului teatral și a stilulului rococo prea bogat în culori.
Mare maestru a fost Jean-Antoine Houdon cu ale sale portrete statuare.

## Spațiul american
În America de Sud precolumbiană avem două regiuni distincte:
- zona nordică (către America Centrală): sculptura este monumentală, de la cea realizată din blocuri masive de piatră (olmecii și toltecii) până la cea a superbelor basoreliefuri (mayașii și aztecii);
- zona andină (mai ales în regiunea actualului stat Peru): sculpturile sunt mici ca dimensiuni dar demonstrează un deosebit meșteșug.

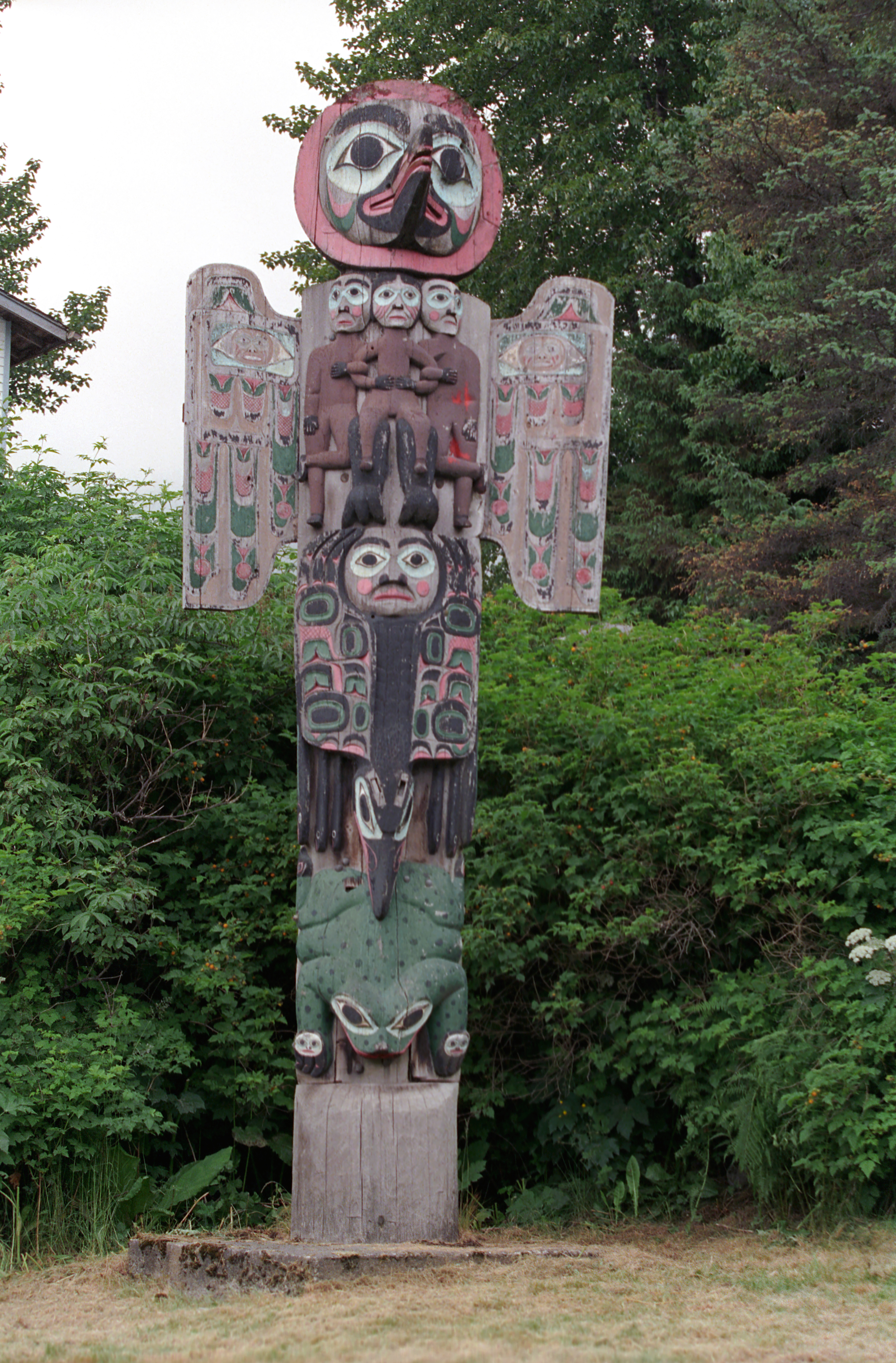
Stâlp totemic nord-american

În ambele regiuni, sculptura se realiza la început din piatră, ca apoi să se utilizeze pământ ars și metal (odată cu evoluția tehnologiei).
În ceea ce privește America de Nord, materialul utilizat cu predilecție era lemnul din care se confecționau stâlpi pentru totem, măști, bărci.
Câteva exemple: măștile zeului ploii de la Teotihuacán (datată acum circa două milenii), marile statui de războinici de la Tula (de acum un mileniu) și sculpturile monumentale ale aztecilor (de acum 500 de ani).
Apariția culturii europene catolice a adaptat cultura locală la cea barocă obținându-se drept rezultat un stil hibrid.
Astfel, în America de Nord, sculptura reflectă combinarea celor două valori principale europene: tradițiile civice republicane romane și tradițiile protestante.
În secolul al XIX-lea, sculptura nord-americană îmbină clasicul cu romanticul, dar manifestă o înclinație specifică spre narativ, dramatic sau spre realismul jurnalistic.
Primul sculptor nord-american notabil a fost William Rush.
Printre lucrările sale în lemn, amintim o sculptură în mărime naturală a lui George Washington și un autoportret sculptat.
Alți sculptori nord-americani: Horatio Greenough, Thomas Crawford.
Către mijlocul secolului al XX-lea, sculptura tradițională este înlocuită de cea cu influențe Bauhaus.
Artiștii care urmează oscilează între clasic și abstract, între măreția sculpturii tradiționale și cea miniaturală modernă.

## Sculptura africană

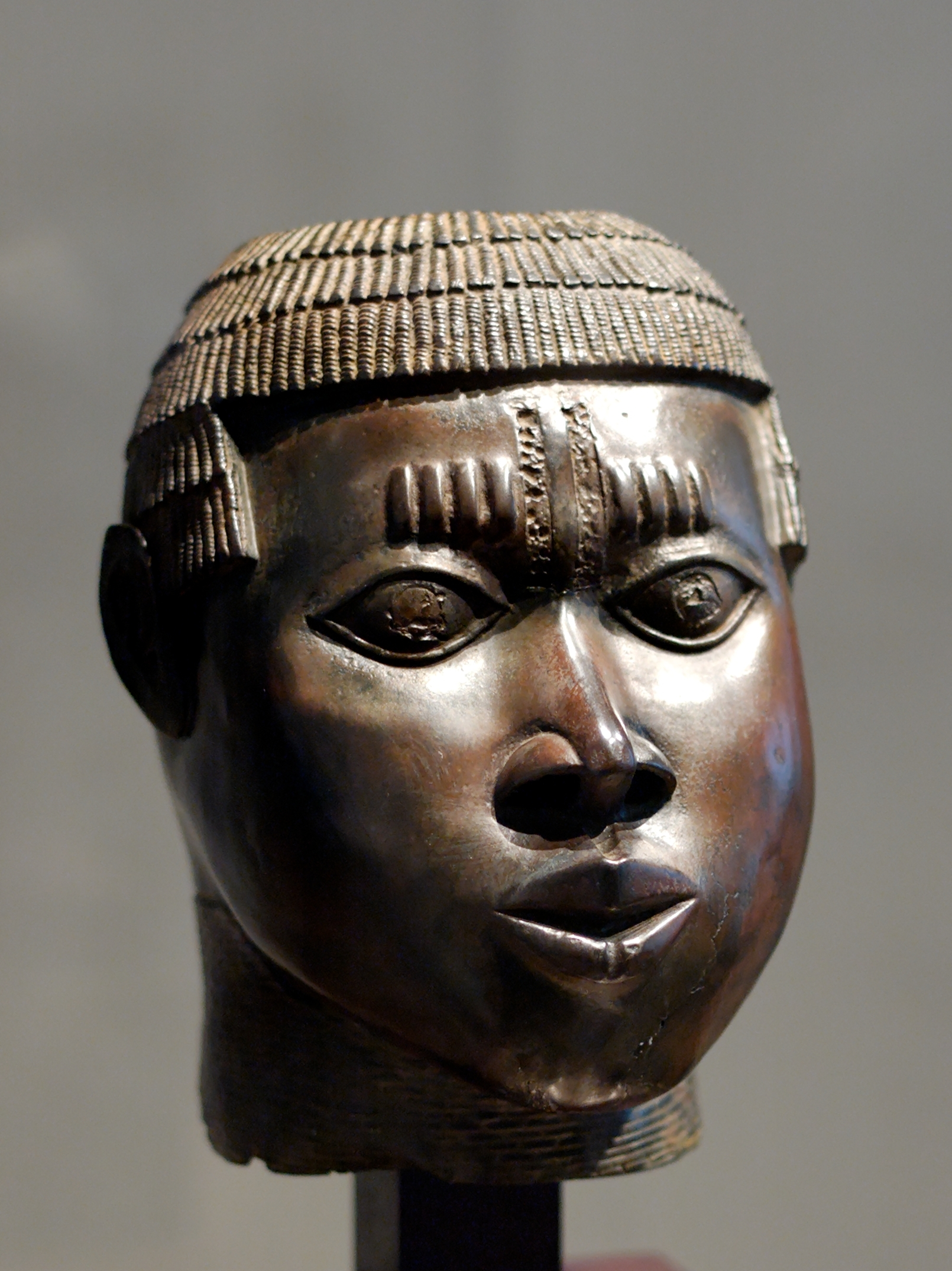
Mască din bronz provenită din Benin (Muzeul Luvru)

Materialul utilizat este lemnul, motiv pentru care un număr mare de lucrări nu au supraviețuit timpului.
Arta africană avea și un scop utilitar.
Astfel, o figură putea reprezenta un strămoș si era destinată altarului, măștile erau folosite de șamani în dansurile lor specifice, stâlpii mai erau necesari și susținerii caselor, verandelor, iar scaunele, bogat sculptate, erau destinate căpeteniilor, șefilor de trib.
Membrele și trăsăturile umane sunt distorsionate într-o manieră dramatică și expresivă.
Îndelungata tradiție a măștilor afriane l-a inspirat pe Picasso care, prin cubism deschide o eră nouă în istoria artei.
O altă particularitate o prezintă arta sculpturii în metal turnat ce a fost dezvoltată de populația yoruba din regiune sudică a Nigeriei între secolele al XII-lea și al XV-lea.
Tradiția a fost continuată în Benin începând cu secolul al XV-lea.
Capatele de bronz (sau alamă) din această regiune au devenit celebre în întreaga lume dupa venirea colonialiștilor portughezi, care le-au comercializat.

## Oceania
Vitalitatea și varietatea sculpturii africane este întrecută doar de cea din insulele din sudul Oceanului Pacific.
Ca și în Africa, figura umană este reprezentată într-o multitudine de modalități spre a decora obiecte utile: scaune, stâlpi, porți, tronuri, capete de fronton.
În multe cazuri, trupul omenesc, principala temă a acestei arte este prezentat distorsionat, viziunea artistică bucurându-se de o mare libertate.
Picasso, marele geniu al secolului la XX-lea, s-a inspirat din acesta artă atunci când a pus bazele cubismului.

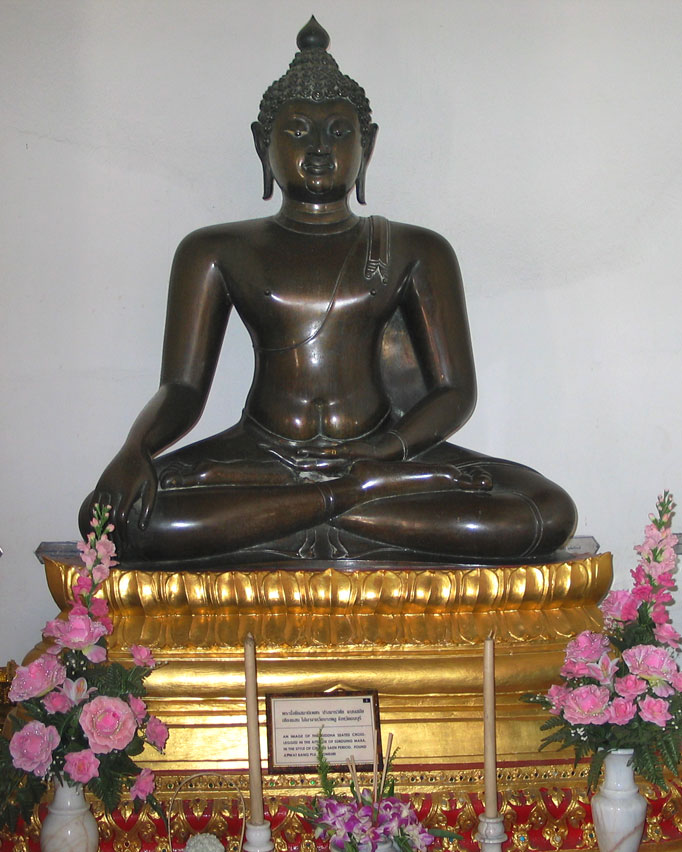
Statuie a lui Buddha din zona Tailandei

## Sculptura extrem-orientală
Arta indiană era centrată pe venerarea lui Buddha și a triadei Brahma-Shiva-Vișnu, religiile hiduistă, budistă și jainistă oferind cu generozitate teme sculptorilor.
Din epicul și tradițiile acestor religii sunt reprezentate personaje și scene.
Începuturile sculpturii indiene datează din epoca dinastiei Maurya.
Perioada Gupta (secolele IV-VI d.Hr.) aduce cele mai reușite relizări ale sculpturii budiste.
În partea de nord-vest a zonei geografice budiste se manifestă influențele externe.
Astfel în zona de nord-vest a Pakistanului de astăzi, începând din secolul I d.Hr. (regiunea Gandhara de atunci), Drumul Mătăsii aduce cu sine puternicele influențe romane și grecești.
La aceasta se adaugă și influența elenistică adusă de cuceririle lui Alexandru Macedon.
Astfel că în primele șapte secole ale erei creștine, în regiunea Gandhara se realizează multe exemplare de sculpturi greco-budiste.
Și în perioadele care au urmat avem câteva realizări: templele lui Șiva (secolele V - VIII), templele lui Vișnu (secolele XI - XIII).
De asemenea și în China, artiștii budiști au realizat nenumărate opere.
Utilizând cu precădere bronzul, aceștia au dovedit o deosebită măiestrie.
Maxima înflorire a acestei arte este atinsă in perioada Chou (1122 - 221 i.Hr.).
Arta asiatică devine cunoscută europenilor prin călătoriile lui Marco Polo.
În secolul al XIX-lea, când europenii căutau noi surse de inspirație, arta asiatică, alături de cea africană și islamică aducea un suflu nou, capabil să creeze noi curente artistice.

## Sculptura modernă
Asemenea picturii, și sculptura secolului XX a trecut prin transformări revoluționare. În urma nenumăratelor influențe noi s-au născut stiluri noi, s-au folosit teme și materiale noi, rezultând creații de o varietate și forță uluitoare. Începând de la renascentismul italian până la începutul secolului XX se așteaptă din partea sculptorilor să reprezinte lumea mai mult sau mai puțin exact cum este (însă câteodată sentimental sau idealizat). Foarte rar sculptura reușea o exprimare personală, mai mult era arta unei comunități, decora clădiri, imortaliza evenimente majore, eroi naționali sau clienți bogați. Sculptorul cioplea piatra, materialul sau turna bronz.

### Schimbări
În secolul XX s-au rupt surprinzător de repede și brusc aceste tradiții. Lucrările celui mai mare sculptor al secolului XIX, Auguste Rodin, doar insinuează aceste schimbări. Viziunea măreață a lui Rodin despre frumusețea umană și energie ne face să-l privim ca pe un artist tradițional, însă arta lui se dovedește a fi modernă datorită utilizării texturilor antitetice, a jocurilor de lumini. Nimic nu a pregătit însă publicul pentru schimbările fundamentale care au fost introduse de mișcarea cubistă din Franța la începutul secolului XX. Doi artiști proeminenți, Pablo Picasso și prietenul lui, George Braque, au revoluționat această artă redând realitatea prin descompunerea ei în bucăți și reasamblarea ei, de multe ori sub forma unei mulțimi geometrice. Aceasta a condus la ideea fundamentală a artei moderne: arta este autonomă, creația nu reflectă realitatea ci este o nouă realitate care nu are nici o obligație față de lumea exterioară.

## Efecte Cubiste
Cubismul a fost la început o mișcare în pictură, dar a fost urmată foarte repede de sculptură: însuși Picasso a realizat sculpturi cubiste din anul 1909 și nu după mult timp au apărut sculptori emeriți ca Jacques Lipchitz (1891-1973). Cubismul a fost urmat la scurt timp și de alte curente: futurismul, constructivismul, dadaismul, care și-au trăit epoca de aur înainteaprimului război mondial. Două efecte importante, însă aparent contradictorii, au influențat sculptura modernă: arta populară și eleganța funcțională a mașinilor moderne. La începutul anilor 1900, europenii au început să aprecieze frumusețea și forța artei altor culturi, mai ales sculptorilor popoarelor din Africa tribală și din insulele Oceanului Pacific. Aceasta a încurajat sculptorii secolului XX să se îndeparteze de realismul superficial și să transmită trăiri, sentimente elementare, mistere, prin arta lor. Arta primitivă a avut un efect foarte mare asupra americanului Jacob Epstein (1880-1959). Primitivismul a îndemnat numeroși sculptori să-și simplifice formele și să se apropie cât mai mult de abstractul pur. Așa a fost și cu Hans Arp(1987-1966), care a realizat sculpturi de piatră șlefuite, care păreau doar pietre extrem de mari, dar care dădeau o impresie captivantă de viu-organic. Românul Constantin Brâncuși(1876-1957) a creat statui de bronz aerodinamice, cu supratețe șlefuite, de exemplu renumita serie de Păsări, care în ciuda formelor liniare, clare inspiră mister. Cel mai mare sculptor englez al secolului, Henry Moore (1898-1986) a creat modele simplificate sau abstracte, ale căror cavități, spații interioare au uluit de multe ori publicul.

## Sculptura constructivistă
Futuriștii italieni, de pildă Umberto Boccioni, au lucrat intr-un spirit total opus. Ei au redat dinamismul, ritmul alert al vieții moderne. Artiștii constructiviști, cu o conceptie la fel de modernă dar cu țeluri nepersonale, ca de exemplu Naum Gabo (1890-1977) au conceput niște creații, ale căror eleganță și executare precisă amintea mai mult de modele științfice, de mașini. Constructiviștii au fost importanți inovatori, au utilizat materiale industriale (plastic, sticlă, oțel) acestea nefiind modelate sau sculptate, ci mai degrabă compuse, s-au realizat structuri scheletice în locul tradiționalului complex compact de statui.

## Anti-artă
Dadaiștii cu înclinație anarhică au rupt radical orice legatură cu tradițiile, au creat voit compoziții „anti-artă” provocatoare de scandal, de exemplu „asamblări” realizate din obiecte alese întâmplător sau din deșeuri. Multe gesturi dadaiste, care mai demult au avut drept scop iritarea cetățenilor, au reapărut și în ultimele decenii dar acum fără orice tentă batjocoritoare. Un exemplu renumit este pisoarul expus de dadaistul francez Marcel Duchamp, acesta anunțând că datorită alegerii făcute obiectul este considerat deja operă de artă. Argumentările de acest fel au condus la declarații de genul : orice poate fi artă dacă e făcut de artiști. Revoluția din artă, incepută de dinaintea anilor 1914 a eliberat fiecare creator proeminent. Mulți dintre cei mai talentați sculptori ai secolului XX au reprezentat tot universul uman în creațiile lor, dar au desfigurat sau au simplificat formele fără ezitare. Această tendință genrală, numită expresionism, caracterizează și opera lui Alberto Giacometti (1901-1988), ale cărui statuete, de grosimea unei lame, cuprinse de remușcări, de îngrijorare. După 1945, marea majoritate a publicului a acceptat tot mai mult sculptura modernă. Pionierul sculpturilor metalice David Smith care lucrase ca sudor cu ani în urmă a colorat câteva din creațiile sale, această practică fiind preluată de Anthony Caro, care a apărut în anii 60 ca proeminent sculptor englez de metale.

## Art pop
La sfârșitul anilor 50, pop-art-ul a devenit cel mai cunoscut curent artistic. A apărut în diferite domenii, a fost voit modern, dar nu a redat mașina, ci perioada culturii consumatorului. Creații caracteristice au fost cutiile de bere din bronz ale lui Jasper Johns (n.1930) și uriașii hamburgeri din plastic și cornetele de înghețată. Așa cum reiese din cele prezentate anterior, categoriile tradiționale de artă, cum sunt pictura și sculptura, devin în ultimii ani tot mai puțin actuale. Însă sculptura poate ului oamenii și în 1990, când Damien Hirst a expus în vase cu formol cadavre de animale, ca sculpturi.